# Bujurquina
Bujurquina es un género de peces de agua dulce perteneciente a la familia de los cíclidos. Comprende 18 especies endémicas de América del Sur. 

## Especies
- Bujurquina apoparuana Kullander, 1986.
- Bujurquina beniensis Careaga, 2023.[1]
- Bujurquina cordemadi Kullander, 1986.
- Bujurquina eurhinus Kullander, 1986.
- Bujurquina hophrys Kullander, 1986.
- Bujurquina huallagae Kullander, 1986.
- Bujurquina labiosa Kullander, 1986.
- Bujurquina mabelae Careaga, 2023.[1]
- Bujurquina mariae Eigenmann, 1922.
- Bujurquina megalospilus Kullander, 1986.
- Bujurquina moriorum Kullander, 1986.
- Bujurquina oenolaemus Kullander, 1987.
- Bujurquina omagua Říčan & Říčanová, 2023.[2]
- Bujurquina ortegai Kullander, 1986.
- Bujurquina peregrinabunda Kullander, 1986.
- Bujurquina robusta Kullander, 1986.
- Bujurquina syspilus Cope, 1872.
- Bujurquina tambopatae Kullander, 1986.
- Bujurquina vittata Heckel, 1840.
- Bujurquina zamorensis Regan, 1905.